# Станко Пармаћ
Станко Пармаћ (Опузен, код Метковића, 23. март 1913 – Сплит, 3. март 1982) био је учесник Народноослободилачке борбе, контраадмирал ЈРМ и народни херој Југославије.

## Биографија
Рођен је 23. марта 1913. године у Опузену код Метковића, у земљорадничкој породици. Основну школу завршио је у Опузену, Грађанску у Метковићу, а Учитељску у Шибенику. После завршетка Учитељске школе, 1935. године, повезао се с активистима радничког покрета у разним местима Далмације, где је радио као учитељ до почетка 1941. године. Учествовао је у раду културно-уметничких група и спортских организација, у којима је ширио идеје КПЈ међу омладином и радио на организовању марксистичких кружока.

### Народноослободилачка борба
Окупација Југославије 1941. године, затекла га је на служењу војног рока у Чапљини, одакле се вратио у Опузен. Избегао је заробљавање од стране усташа и побегао на Дуги оток, где је наставио да ради као учитељ у Луки. Тамо се повезао с руководством НОП-а у Шибенику и укључио у рад на припреми оружаног устанка.
Августа 1941. године, постао је члан Комунистичке партије Југославије. Почетком децембра 1941. године, отишао је с групом другова из Шибеника у Лику, где се прикључио тамошњим партизанима. Тада је од тих, и од бораца који су раније дошли из Далмације у Лику, формирана Прва далматинска чета батаљона „Марко Орешковић”. Пармаћ је био постављен за њеног командира. Под његовом командом чета је, 29. децембра код Коренице, разбила италијанску јединицу и нанела јој губитке. За овај успех похвалио га је Штаб батаљона. Почетком фебруара 1942. године, био је постављен за информативног официра у батаљону. Половином априла, Главни штаб НОПО Хрватске поставио га је за политичког комесара Друге оперативне зоне.
Учествовао је у борбама Банијског одреда, јула 1942. године, против непријатеља на Мославачкој гори и уништењу постројења за експлоатацију нафте у Гојлу. После тога, завршио је Виши партијски курс и у новембру упућен у Далмацију, где је примио дужност заменика команданта Треће далматинске бригаде. С бригадом је учествовао у борбама око Врлике, Сиња и Книна. У Четвртој непријатељској офанзиви 1943. године, његова бригада је, у саставу Главне оперативне групе Врховног штаба НОВЈ, учествовала у борбама за осигурање рањеника на Неретви и њиховом преносу преко Прења, а учествовала је и у борбама током Пете непријатељске офанзиве, маја и јуна 1943. године.
Почетком августа 1943. године, био је постављен за заменика команданта Прве далматинске бригаде. Вратио се у Далмацију и у септембру организовао одбрану ослобођеног Сплита, спречавајући продор немачких јединица преко Клиса. У октобру је био постављен за начелника 26. далматинске дивизије. Учествовао је у борбама за одбрану средњодалматинских острва, а посебно на утврђивању Виса, где се касније налазио Врховни штаб НОВЈ и Централни комитет КПЈ.
На дужност команданта Пете бригаде Деветнаесте севернодалматинске дивизије НОВЈ, дошао је почетком априла 1944. године. Тада је учествовао у многим борбама бригаде у северној Далмацији. Средином августа, примио је дужност команданта Деветнаесте дивизије, која је током септембра и октобра, поразила и разбила поједине групе усташких и четничких јединица, а немачке снаге сабила на узак појас око морске обале. За ослобођење северне Далмације, дивизија је од Главног штаба Хрватске била проглашена ударном, а командант Пармаћ је похваљен и унапређен у чин потпуковника. У борбама за ослобођење Книна, у новембру и почетком децембра, Дебетнаеста дивизија је, под командом Пармаћа, разбила 383. легионарски пук и, заједно с осталим јединицама НОВ и ПОЈ које су учествовале у тој операцији, допринела уништењу 264. немачке дивизије. За постигнуте успехе у овој бици, дивизију је, с командантом Пармаћем на челу, похвалио Врховни командант Јосип Броз Тито и Главни штаб НОВ Хрватске.
После Книнске операције, Пармаћ је с дивизијом учествовао у ослобађању Мостара, фебруара 1945. године, а у завршним операцијама Четврте армије, марта и априла, у ослобађању Лике и Хрватског приморја. Од средине априла, до 7. маја 1945, дивизија је водила борбе код Ријеке, ослободила град и допринела уништењу и заробљавању 97. немачког корпуса, који се, 7. маја, код Илирске Бистрице, предао јединицама Четврте армије. За постигнуте успехе у овим операцијама, дивизију су, с командантом Пармаћем на челу, по други пут похвалили Врховни командант и Главни штаб НОВ Хрватске.

### Послератна каријера
После завршетка рата, Пармаћ је похађао Вишу поморску академију у Лењинграду, у Совјетском Савезу. У Југославију се вратио по доношењу Резолуције Информбироа 1948. године, након чега је завршио Вишу војну академију ЈНА.
Налазио се на одговорним дужностима у ЈНА као начелник Војнопоморског школског центра, заменик команданта и начелника Штаба ЈРМ и остало. Био је биран за члана Опуномоћства ЦК СКЈ за ЈРМ и за посланика Сабора СР Хрватске. Принудно је пензионисан 1959. године у чину контраадмирала, због конфликта с вишим официром ЈРМ, Бранком Мамулом.
После пензионисања, вратио се у родни крај 1959. године. Дана 31. децембра исте године, учествовао је у оснивању Пољопривредно-индустријског комбината „Неретва“ у Опузену и био изабран за његовог првог директора. На тој дужности се налазио до 1976. године. Током његовог мандата, овај комбинат је израстао у предузеће у коме су уведене многе нове пољопривредне културе и методи рада. Такође је био заслужан за покретање пројекта мелиорације подручја око Неретве, чиме су исушене мочваре, створено плодно тло које целе године даје плодове, те побољшани услови живота тамошњег становништва.
Био је биран и за члана Општинског и Среског комитета СКХ у Опузену и Метковићу
После одласка у пензију из комбината „Неретва“, живео је у Сплиту, где је умро је 3. марта 1982. године.

## Одликовања и признања
Носилац је Партизанске споменице 1941, Ордена ратне заставе, Ордена партизанске звезде са златним венцем, Ордена братства и јединства са златним венцем, Ордена партизанске звезде са сребрним венцем, Ордена заслуга за народ са сребрним зрацима и осталих југословенских и страних одликовања, међу којима је и пољски Партизански крст. Орденом народног хероја одликован је 27. новембра 1953. године.
Дана 3. августа 2012. године, постхумно му је додељена награда за животно дело, јер је пројектом мелиорације неретванских мочвара створио плодно тло за узгој воћа.